# Machaerium rectipes
Machaerium rectipes är en ärtväxtart som beskrevs av Henri François Pittier. Machaerium rectipes ingår i släktet Machaerium och familjen ärtväxter. Inga underarter finns listade i Catalogue of Life.